# Develier
Develier är en ort och kommun i distriktet Delémont i kantonen Jura, Schweiz. Kommunen har 1 372 invånare (2023).